# The British Schools (Montevideo)
The British Schools of Montevideo es un colegio privado mixto y bilingüe uruguayo, ubicado en la calle Máximo Tajes 6421, Carrasco, Montevideo. Fundado en 1908 por iniciativa de la comunidad británica del Uruguay, es una de las instituciones educativas más prestigiosas y costosas del país. El plural de la palabra «school» en el nombre se debe a que en sus inicios, hombres y mujeres estaban en aulas separadas.
La institución dicta los cursos de preescolar, primaria y secundaria en base a la currícula nacional, y a la habilitación por parte de la Administración Nacional de Educación Pública. Asimismo, brinda el Programa de la Escuela Primaria (PEP) y el Programa del Diploma del Bachillerato Internacional.

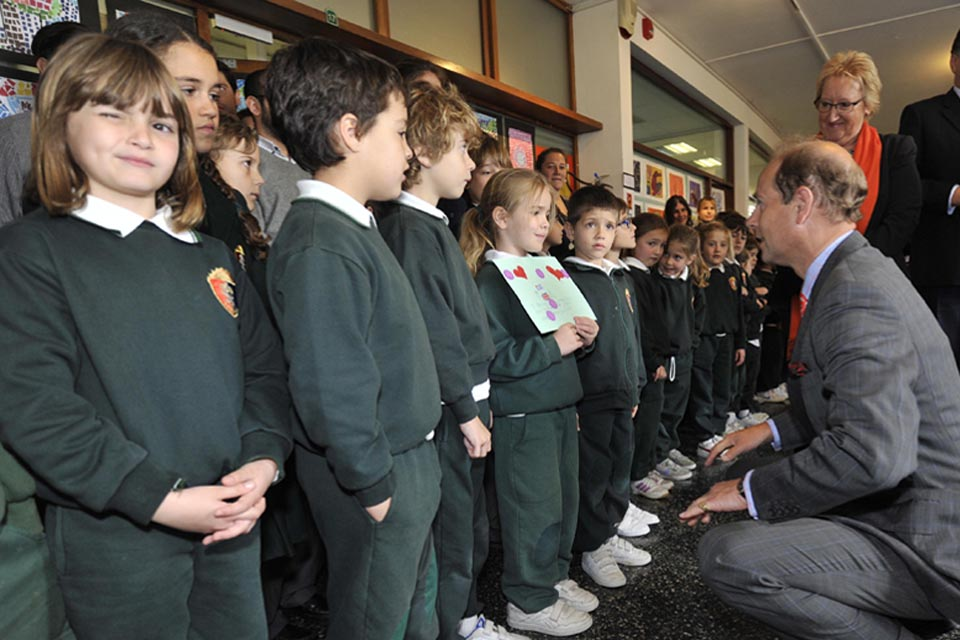
Visita del príncipe Eduardo, conde de Wessex al colegio, septiembre de 2016

En 1914 tuvo lugar la fundación de la entidad polideportiva Old Boys Club, con el fin de reunir a los exalumnos y comunidad del colegio. Con el transcurso de los años, la sección de rugby se convirtió en la más representativa del club, disputando el campeonato uruguayo en la primera división.

## Historia
The British Schools nació en 1908, cuando la Sociedad del Cementerio Británico, que reunía a la comunidad británica del Uruguay, aprobó un proyecto para establecer una escuela inglesa en Montevideo. El colegio, ubicado en sus inicios en un edificio de la calle Juan Manuel Blanes del barrio Cordón, abrió sus puertas a 82 alumnos el 5 de febrero de 1909, con dos "escuelas" –una para niños y otra para niñas–, y una sección mixta de preescolar. En agosto de 1925, en su visita a Uruguay, el entonces príncipe de Gales del Reino Unido colocó la piedra fundamental de un nuevo edificio sede de la institución, ubicada en el barrio de Pocitos.
En marzo de 1926, el presidente de la República José Serrato inauguró el nuevo edificio en Pocitos, y diez años más tarde, en 1936 la institución comenzó a ser mixta, creándose a su vez, la Senior School, la sección de educación secundaria (liceo uruguayo). A fines de la década de 1940, el colegio adquirió un predio en el barrio residencial de Carrasco para construir un nuevo campus; en 1958 se trasladó a la sede actual la Senior School y en 1965 lo hizo la sección primaria, Junior School.
En 1971, The British Schools se convirtió en la undécima institución del mundo en implementar el Programa del Diploma del Bachillerato Internacional.

## Alumnos notables
- José Amorín Batlle, abogado y político;[13]
- Azucena Arbeleche, economista;[14]
- Pedro Bordaberry, abogado y político;[15]
- Santiago Civetta, rugbista;[16]
- Meri Deal, cantante y compositora;[17]
- Adela Dubra, periodista y escritora;[18]
- Gabriel Gurméndez, ingeniero industrial, ministro, y ejecutivo;[19]
- Gabriela Hearst, diseñadora de moda;[20]
- Luis Lacalle Pou, abogado y político, 42.° Presidente de la República;[21]
- Manuel Leindekar, rugbista[22]
- Carmen Sanguinetti, política;[3]
- Ernesto Talvi, economista y político;[23]
- Andrés Vilaseca, rugbista.[24]